# Municipio de Kingston (Ohio)
El municipio de Kingston (en inglés: Kingston Township) es un municipio ubicado en el condado de Delaware en el estado estadounidense de Ohio. En el año 2010 tenía una población de 2156 habitantes y una densidad poblacional de 34,98 personas por km².

## Geografía
El municipio de Kingston se encuentra ubicado en las coordenadas 40°19′11″N 82°53′16″O / 40.31972, -82.88778. Según la Oficina del Censo de los Estados Unidos, el municipio tiene una superficie total de 61.64 km², de la cual 61,64 km² corresponden a tierra firme y (0 %) 0 km² es agua.

## Demografía
Según el censo de 2010, había 2156 personas residiendo en el municipio de Kingston. La densidad de población era de 34,98 hab./km². De los 2156 habitantes, el municipio de Kingston estaba compuesto por el 97,5 % blancos, el 0,32 % eran afroamericanos, el 0,09 % eran amerindios, el 0,79 % eran asiáticos, el 0,28 % eran de otras razas y el 1,02 % eran de una mezcla de razas. Del total de la población el 1,25 % eran hispanos o latinos de cualquier raza.